# Raw Tracks
Raw Tracks è un EP dei Mötley Crüe pubblicato nel 1988.

## Tracce
1. "Live Wire" - [Original Leathür Mix] (Sixx)
2. "Piece of Your Action"- [Original Leathür Mix] (Neil, Sixx)
3. "Too Young to Fall in Love" [Remix] (Sixx)
4. "Knock 'Em Dead, Kid" (Neil, Sixx)
5. "Home Sweet Home" [Remix] (Neil, Lee, Sixx)
6. "Smokin' in the Boys Room" [Live] (Koda, Mutz)

## Formazione
- Vince Neil - voce
- Mick Mars - chitarra
- Nikki Sixx - basso
- Tommy Lee - batteria